# Bocula marginata
Bocula marginata là một loài bướm đêm trong họ Noctuidae.